# Violència

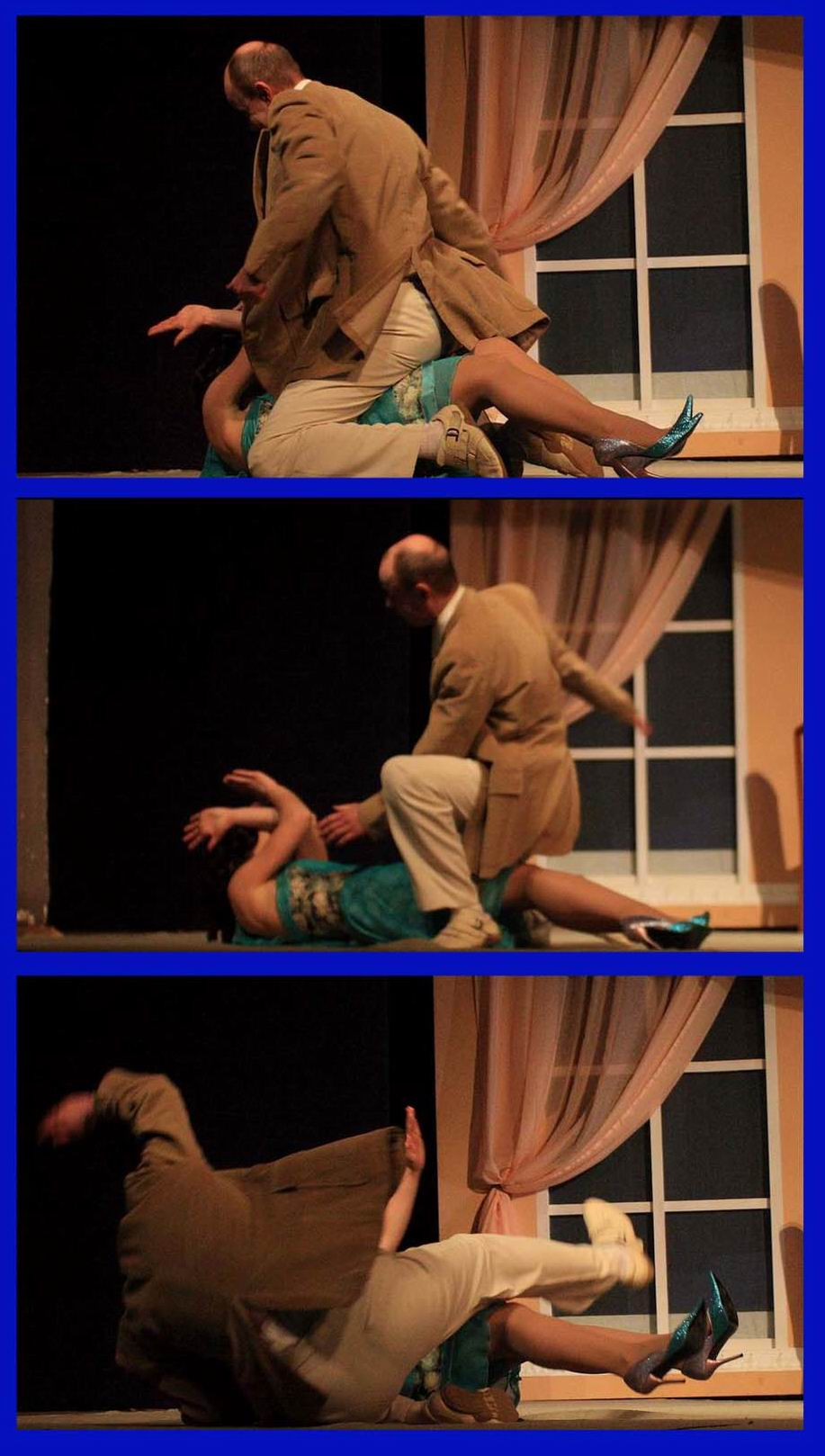
Escena violenta

La violència és l'ús de la força o de poder usat per a dominar, coaccionar, malmetre, destruir o matar, implicant sofriment o fins i tot destrucció d'elements naturals, béns humans, etc. En general pot ser descrit com a "violent" qualsevol comportament, ideologia, actitud o conducta agressiva, no amistosa, no pacifista, bel·ligerant, enemiga, que provoca dolor o sofriment, físic o psicològic.
Segons l'OMS és "l'ús intencionat de la força física o del poder, sia en grau d'amenaça o de fet, contra un mateix, una altra persona, un grup o una comunitat que té com a conseqüència o és molt probable que tingui com a conseqüència un traumatisme, o la mort, danys psicològics, problemes de desenvolupament o privacions".
La violència apareix quan en una confrontació hi ha abús, prepotència o crueltat, o sempre que s'atropelli la integritat física, psicològica o social d'alguna persona. També pot ser una manifestació extrema del conflicte, tot i que qualsevol conflicte es pot gestionar altrament d'una manera no violenta.
L'objecte de la violència pot ser un ésser viu, un grup humà, una cultura, una obra, un espai físic natural o no natural. Filòsofs com Max Weber o Hannah Arendt, per exemple, estudien el monopoli de la violència política, com el poder impositiu de policia o l'exèrcit al conjunt de la societat.

## Etimologia
El mot en català "violència" prové del llatí violentia, amb el mateix significat. En llatí el seu origen és vis, que designa l'ús de la força sense respecte per la seva legitimitat.

## Tipus

### Segons qui l'exerceix

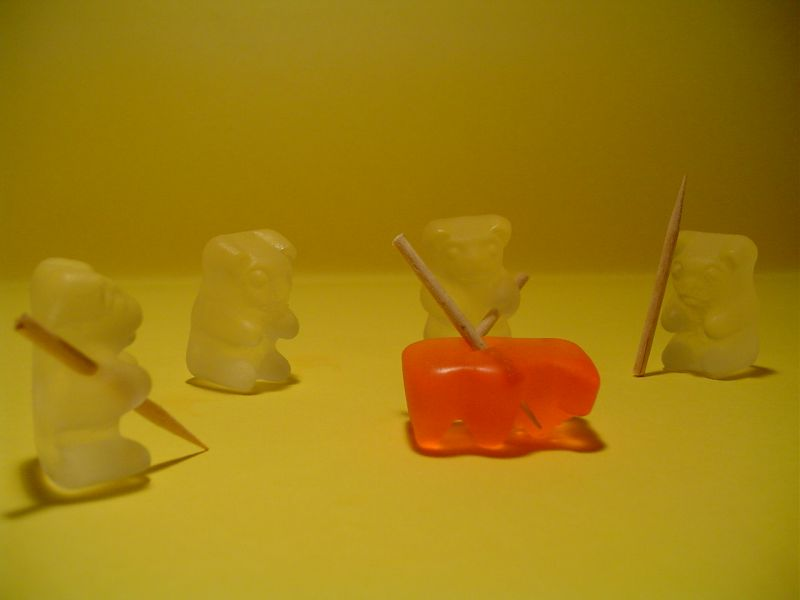
Violència i boc expiatori

La violència reactiva surt com una explosió quan s'experimenta un nivell de tensió o de dificultat que supera la capacitat de la persona o del grup, mentre que la violència es considera instrumental quan s'utilitza la força i l'agressió premeditadament per aconseguir uns objectius determinats.
A més, segons el context on es dona, es pot parlar de violència a la feina (mobbing), a les institucions, a les aules (bulling), a casa, per part d'automobilistes, en l'esport, en la família o en un grup social determinat, com les dones (masclisme) o els negres (racisme).
La violència sectària ocorre entre entre dos o més sectors poblacionals, o actors no estatals que representen a diferents grups de la població.

### Segons el tipus d'acte violent
La violència pot ser :

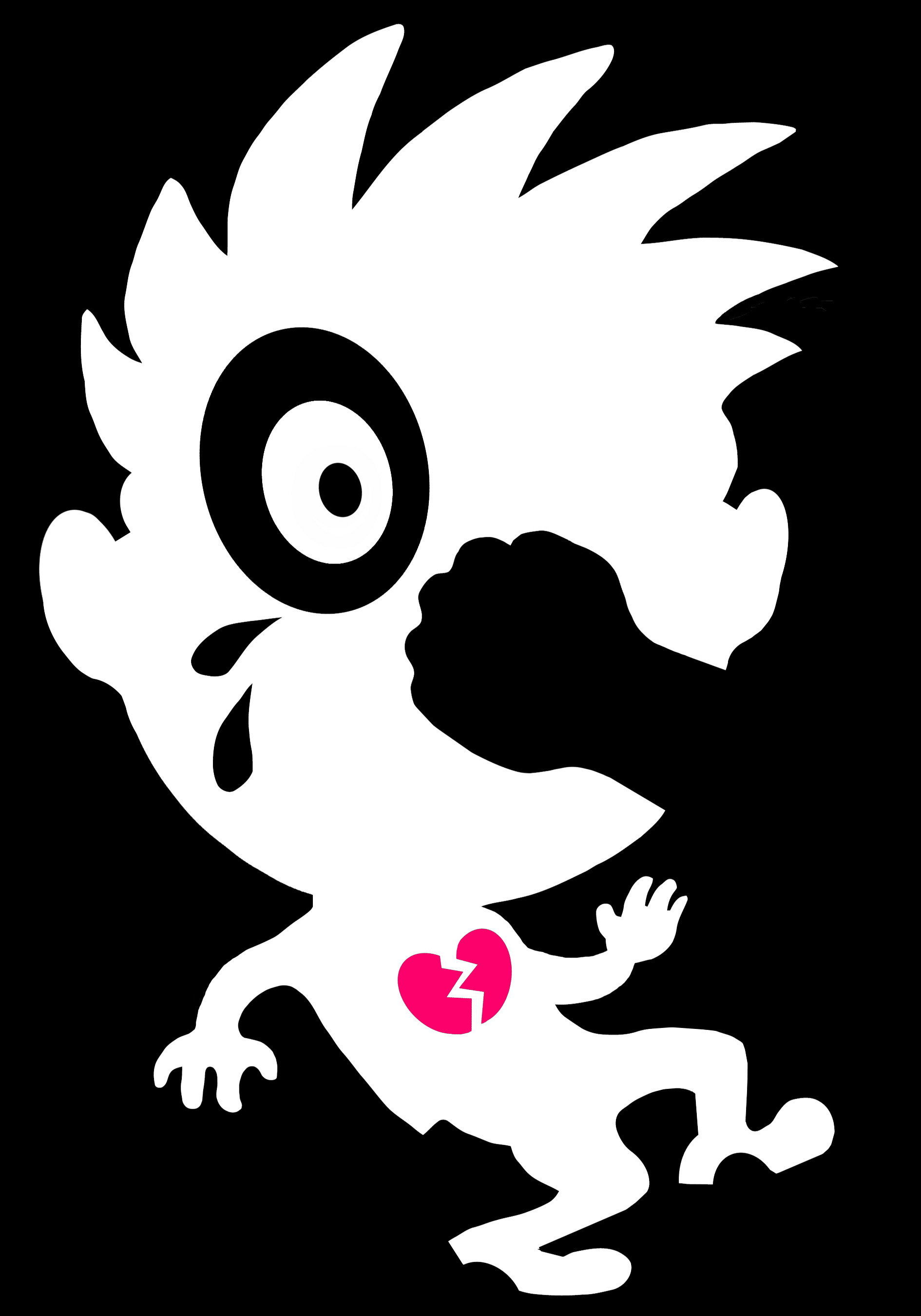
La violència emocional pot ser legitimada pel pensament cultural d'un grup (violència cultural)

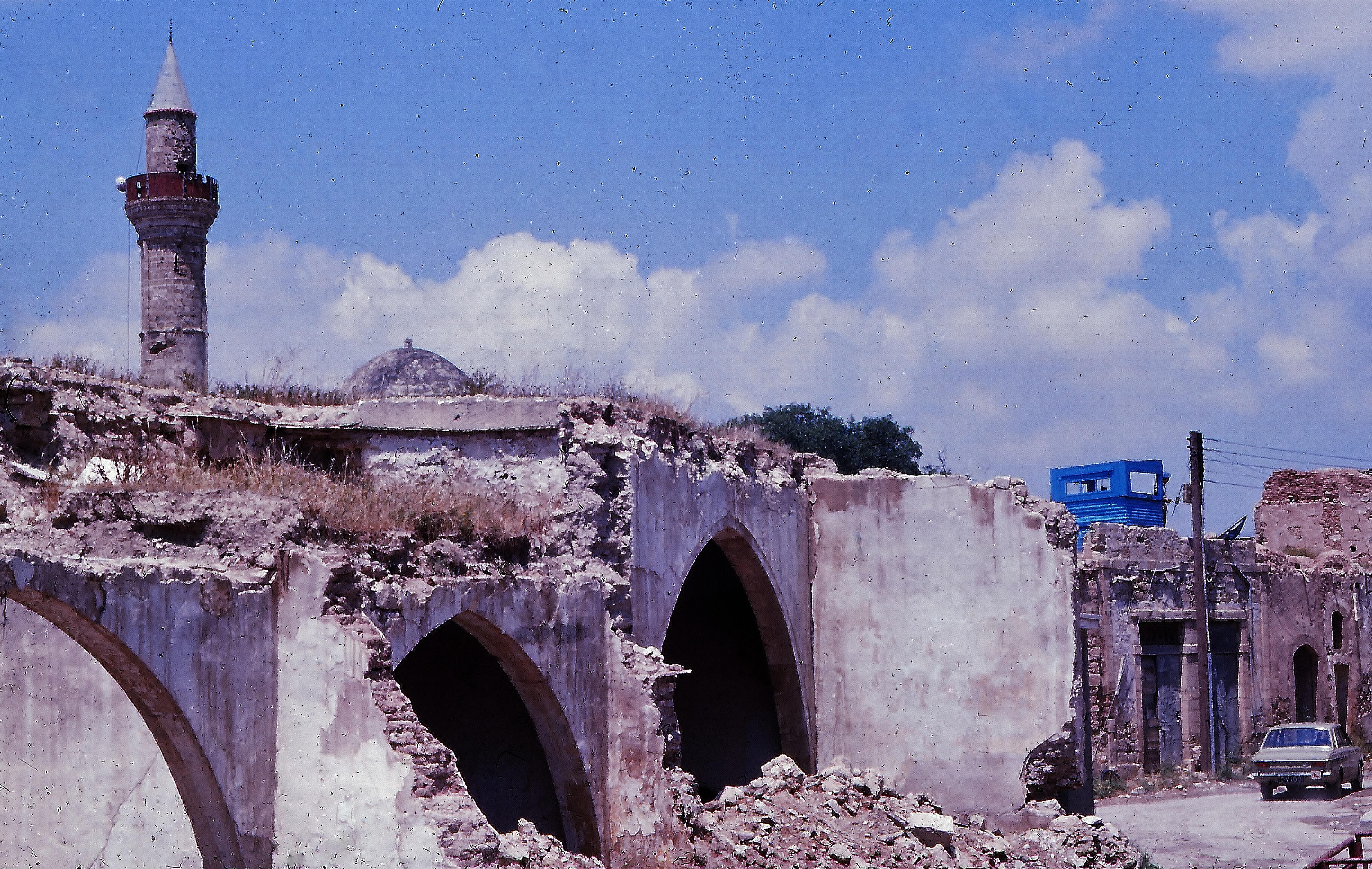
Violència comunal a Xipre

- verbal: insults, paraules que fereixen;
- lingüística: contra l'ús d'una llengua, com l'speak white o la vergonha.
- física: gests violents que fan mal, bufetades, cops de punys, cops de peus, càstig físic, tortura, violació, atac amb àcid, mutilació (clitoridectomia, etc.), armes blanques, armes de foc, assassinat ;
- psíquica o psicològica: maltractament psicològic, objectització, persecució, tortura, càstig, terrorisme ;
- sexual: una persona imposa a una altra determinats actes sexuals no desitjats. Inclou la violació dels seus drets i llibertats sexuals, l'extorsió, l'agressió, l'assetjament i l'abús sexual, efectuat a infants, dones o qualsevol altra persona ;
- emocional: qualsevol desvalorització, amenaça o crítica, sovint implícita i no verbal, que forma part de la cultura d'un grup o societat en una època determinada. Solen ser actes i comportaments menys clars i visibles que la violència directa. És un dels tipus de violències i maneres de manifestar la violència cultural i l'estructural.[7]
- simbòlica: qualsevol mode tàcit o hàbit social que promogui una situació de domini d'una persona o grup per recordar i confirmar el lloc que li pertoca a la persona o grups dominats. Inclou la dominació racial o racista, la masculina o masclista, i l'exercida a estrangers. Implica accions explícites o implícites discriminatòries o insultants, enfocades al desapoderament de les persones dominades, per a aconseguir i mantenir la seva submissió. Forma part, per alguns autors, de la violència cultural.[7]
- directa : part visible de la violència, coneguda i evident, d'efectes visibles i intangibles, com per exemple els traumes psicològics. No afecta a tantes persones com les violències estructural i cultural.[7]
- domèstica: quan el comportament d'una persona envers el seu cònjuge o parella és identificable a una de les violències descrites anteriorment ;
- cultural: qualsevol aspecte de la cultura que pot ser utilitzat per justificar la violència directa i l'estructural. També serveix per reprimir la resposta de qui pateix alguna d'aquestes violències. Pot sorgir de la ideologia, el llenguatge, l'art, la ciència, etc.[7]
- estructural: la mateixa estructura social d'un grup damnifica una persona o un grup (extern o subgrup del mateix) impedint que aconsegueixin les seves necessitats.[7]
- comunal: fenomen en què la religió és el subjecte o l'objecte de la conducta violenta.[8] N'és un exemple la violència anticristiana en l'Índia.
- racista, masclista o homòfoba: violències culturals que es donen quan la víctima d'una forma de violència és escollida per criteris racials, xenòfobs, masclistes, de gènere, dels seus genitals o de les seves preferències sexuals. La OMS tipifica la violència obstètrica com un tipus de violència contra les dones i és delicte a alguns països.[7][9][10][11]
- "freda" : terme de vegades utilitzat per oposar-lo a la violència «calenta» (violència directa), agressiva. Consisteix a obligar altri a romandre en una situació de sofriment (segrest, per exemple). Vegeu també: comportament passiu-agressiu i guerra freda.

### Segons la seva legitimitat

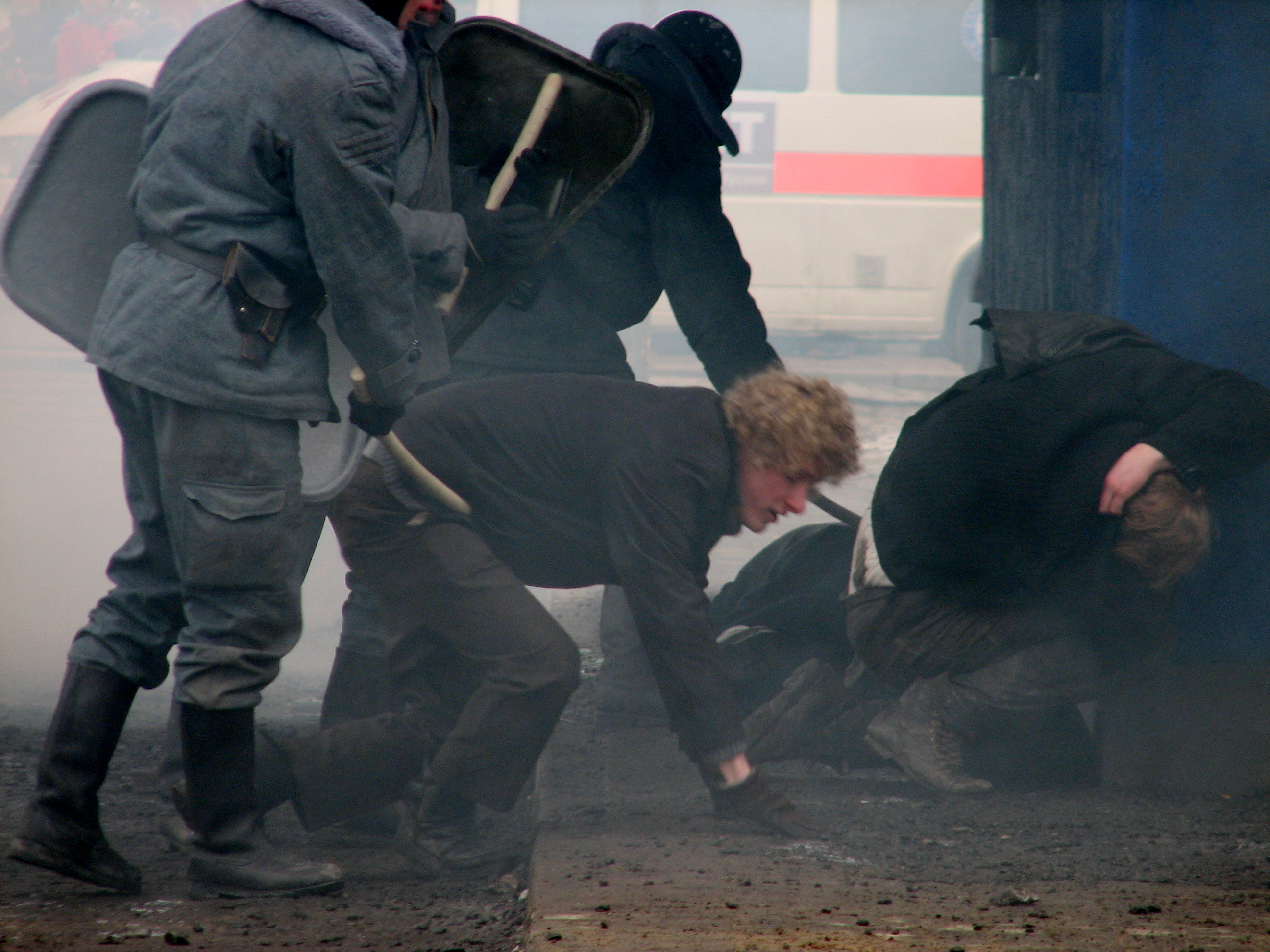
Violència directa

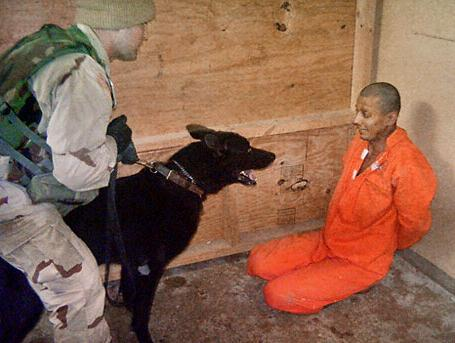
Violència en una presó

La intensitat de la violència depèn a vegades de criteris objectius, com la intensitat de la conducta agressiva. Però està íntimament vinculada a la percepció d'aquest comportament que varia molt d'un individu a l'altre.
És violent el fet de ser ignorat per algú conegut i també el de ser insultat, per un conegut o desconegut; però culturalment la violència pot ser legitimada. Per exemple, la legítima defensa, quan una víctima d'una agressió usa la violència per defensar-se, i també una guerra, un linxament, una negació i invisibilització de certs col·lectius i qualsevol acte violent en general. L'anomenada "violència gratuïta" pot ser un tipus de violència que una societat i cultura pot considerar no legitimada i motivada per desequilibris psíquics interns de l'agressor.
Políticament, alguns actors o ideologies poden legitimar la violència provinent de la repressió i el monopoli en l'ús legítim de la força física. La divisió sexual del treball i el micromasclisme són exemples de violència estructural legitimada, en aquest cas masclista, i normalitzada socialment en l'actualitat en el món occidental. Alguns altres exemples de violències que han estat legitimades per societats, cultures o ideologies són l'apartheid, la violència feixista, inclosa la neteja ètnica i la violència ultradretana en la transició espanyola i del País Valencià. Altres formes són l'elitisme, l'etnocentrisme, el classisme, el racisme, el sexisme, la discriminació nacionalista, l'heterosexisme i homofòbia o la discriminació per edat, que es relacionen i promouen la violència directa.
Les violències social i culturalment no legitimades solen esdevenir delictes, com per exemple, a la societat occidental actual, segons quin robatori o segrest. Un exemple de deslegitimació d'una violència prèviament legitimada és la Pau i Treva de Déu del segle xi, com a resposta de l'Església i dels pagesos a les violències perpetrades pels nobles feudals.

## Algunes causes

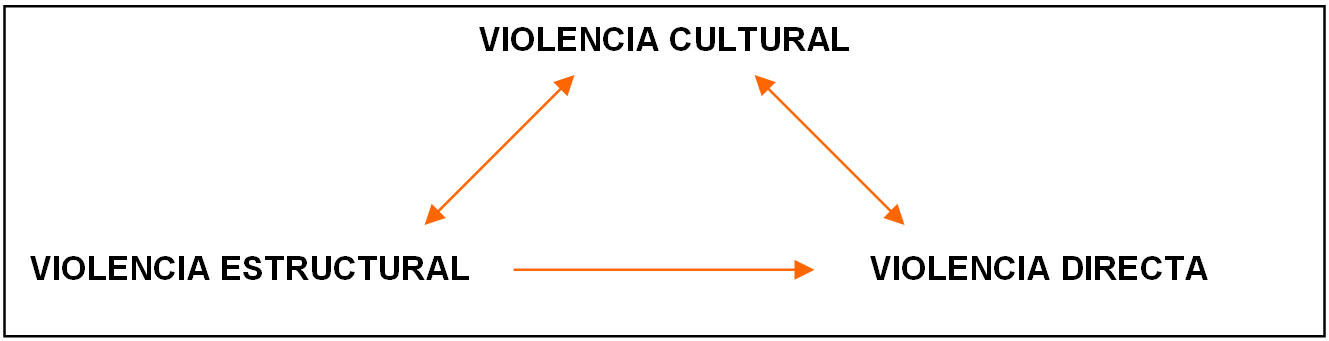
Les violències cultural i estructural causen violència directa. La violència a persones o pobles provoca més violència.

Triangle de la violència segons Johan Galtung

Segons Johan Galtung, la violència directa és "la punta de l'iceberg" visible de la violència estructural i cultural d'un grup social en un instant de temps donat. La cultura d'un grup legitimitza o no els seus comportaments, actituds, símbols i relacions. La violència cultural, a més de ser violència per ella mateixa, legitimitza la violència i directa i l'estructural. La seva teoria diu que l'estructural, que també és violència, també té la funció de generar i legitimar les violències cultural i directa. La violència estructural és conseqüència de la dominació i la repressió per part d'algun individu o grup, l'abús de poder, discriminacions en forma de diferents estrats socials, drets o llibertats, injust repartiment de la riquesa o qualsevol perjudici a la dignitat o necessitats humanes d'una persona. Aquestes violències causen altres violències indirectes.
La ideologia conservadora moderna associa la violència al conflicte i per això considera que les dues coses són indesitjables, negatives i que s'han d'evitar. Tanmateix, altres corrents veuen el conflicte com a quelcom desitjable i, de fet, inevitable, no forçosament font de violència.

### Estructura i cultura d'un grup fonamentat en la desigualtat i l'opressió

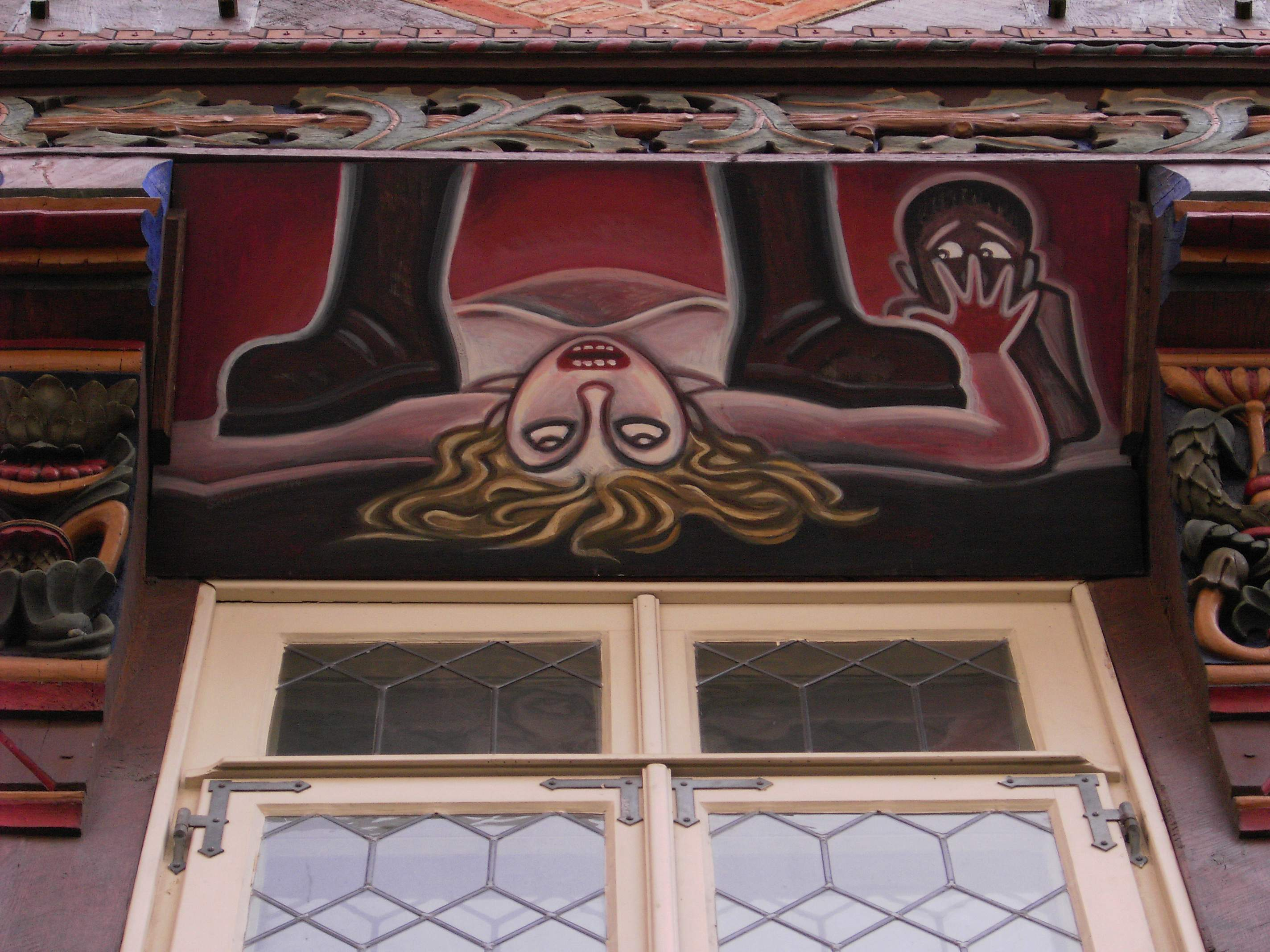
Detall del Knochenhauer-Amtshaus

Es parla de violència estructural quan el mateix sistema provoca reaccions violentes en l'individu, usualment per manca de justícia i llibertat o per afavorir uns valors que obliden el respecte cap als altres. Aquesta mena de violència és cultural, és a dir, que depèn de cada societat determinada. Per exemple, un sistema patriarcal i androcentrista origina violència contra totes les dones (i també contra els homes que no siguin heterosexuals, en un heteropatriarcat), incloent violència domèstica, agressions sexuals i també altres violències més subtils, com els micromasclismes.

### Aprenentatge a l'escola, la família i la xarxa social
Des d'una perspectiva sistèmica la violència sorgeix com a conseqüència d'una interacció problemàtica entre l'individu i l'entorn que l'envolta. El model ecològic de Bronfenbrenner i Belsky planteja que l'individu que està immers en una sèrie de "sistemes" i que la violència pot aprendre's a la família, l'escola, per una comunicació de poca qualitat entre família i l'escola, per una falta de xarxes socials de suport davant de situacions que sobrepassen els recursos personals o a través de costums, creences i actituds socials.

### Manca d'autocontrol i mala gestió emocional
Existeix alguna teoria segons la qual potser determinats gens que predisposen a l'agressivitat o més concretament a tenir més ira. Aquesta és una emoció normal, pressent a totes les persones, que en principi té una funció, la de protegir-se i reaccionar de manera eficaç enfront a un perill o amenaça extern. Els sentits es posen en estat d'alerta, el cor batega més fort per aportar més oxigen als músculs en cas que la persona hagi de córrer o barallar-se físicament, també impulsa a l'acció, com per exemple denunciar una injustícia o defensar a un altre ser més indefens que estigui sent atacat.
La ira és funcional quan ajuda a tirar endavant accions que la persona que les du a terme considera interessants, importants o desitjables. És impossible no sentir-la però no implica actuar amb agressivitat ni violència. Algunes cultures, com per exemple les influenciades pel cristianisme, neguen la ira i proposen reprimir-la o fer veure que no existeix. Hi ha també persones que incentiven la ira i altres emocions, com la por, per incitar a d'altres a certs comportaments.